# Архитектура Чикаго
Архитектура Чикаго подверглась влиянию истории архитектуры США, в зданиях которой и была выражена. Архитектурная среда Чикаго отражает историю города и мультикультурное наследие, в котором представлены выдающиеся здания в различных стилях, созданные многими известными архитекторами. Поскольку большинство построек в центре города были разрушены Великим чикагским пожаром в 1871 году (наиболее известным исключением является Водонапорная башня), то здания Чикаго отличаются своей оригинальностью больше, чем давностью.
Чикаго известен всему миру своим множеством уникальных архитектурных стилей, от чикагского бунгало (Chicago Bungalows) и дуплекса (англ. Two-Flats) до величественных грейстонов (от англ. Greystone, дословно — «серые камни») вдоль Логан-бульвара и Лондейл-авеню (англ. Lawndale Avenue); также от небоскрёбов Чикаго-Луп, до изобилия храмовой архитектуры, являющейся украшением города как, например, «польские соборы».

## Небоскрёбы

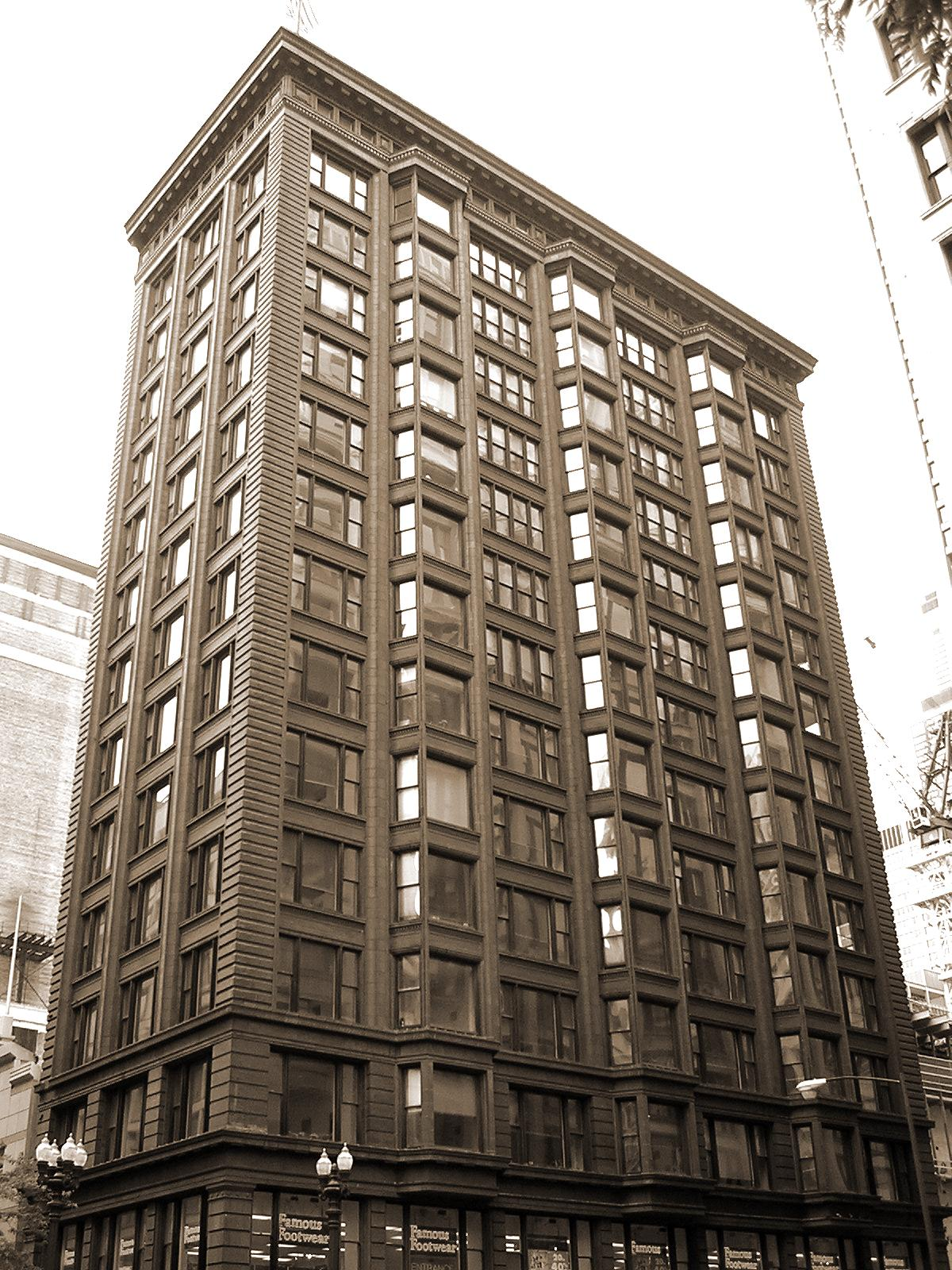
Здание Чикаго-Билдинг является ярким примером архитектуры школы Чикаго

Начиная с начала 1880-х годов пионеры Чикагской архитектурной школы исследовали конструкцию стального каркаса, а в 1890-х годах — использование больших площадей листового стекла. Это были одни из первых современных небоскрёбов. Здание Хоум-иншурэнс-билдинг Уильяма ЛеБарона Дженни было завершено в 1885 году и считается первым в мире небоскрёбом, в конструкции которого использовалась сталь вместо чугуна. Однако это здание всё ещё было облицовано тяжёлым кирпичом и камнем. Здание Монток-Билдинг, спроектированное Джоном Веллборном Рутом и Даниелом Бёрнемом, было построено с 1882 по 1883 годы с использованием конструкционной стали. Даниел Бёрнем и его партнёры, Джон Веллборн Рут и Чарльз Этвуд, разработали технически совершенные стальные рамы со стеклом и терракотовой оболочкой в середине 1890-х годов, в частности здание Релайнс-билдинг; это стало возможным благодаря профессиональным инженерам, в частности Э. К. Шенкленда (англ. Edward Clapp Shankland) и современных подрядчиков, в частности Джорджа Фуллера.
Луис Салливан был наиболее философским архитектором города. Понимая, что небоскрёб представляет собой новый вид архитектуры, он отказался от исторического прецедента и спроектировал здания, подчёркивающие их вертикальную естественность. Новая архитектура, созданная Дженни, Бёрнемом, Салливаном и другими, стала известна как «коммерческий стиль», но более поздние историки назвали её «чикагской школой».
В 1892 году Масонский темпль превзошёл Нью-Йорк-Уорлд-билдинг, прервав своё двухлетнее превосходство как самый высокий небоскрёб, через два года его превзошло другое здание в Нью-Йорке.
С 1963 года «Вторая чикагская школа» возникла в результате работы Людвига Миса ван дер Роэ из Иллинойского технологического института в Чикаго. Идеи инженера-строителя Фазлура Хана также оказали влияние на это движение, в частности, его введение новой рамной системы в виде стального каркаса здания из труб при проектировании и строительстве небоскрёбов. Первым зданием, в котором была применена конструкция из трубного каркаса, было жилое здание Девитт-Честнат, которое Хан спроектировал и построил в Чикаго к 1966 году. Это заложило фундамент для трубных конструкций многих других более поздних небоскрёбов, включая его собственные здания Центра Джона Хэнкока и Уиллис-Тауэр (тогда называемого Сирс-Тауэр, англ. Sears Tower) в Чикаго, также аналогичную конструкцию зданий можно увидеть в строительстве Всемирного торгового центра, башни Петронас, башни Цзинь Мао и большинстве других сверхвысоких небоскрёбов с 1960-х годов. Уиллис-Тауэр стало самым высоким зданием в мире с момента его постройки в 1974 году до 1998 года (когда были построены башни Петронас) и оставалось самым высоким зданием для некоторых категорий зданий до завершения строительства Бурдж-Халифа в начале 2010 года.

## Достопримечательности, памятники и общественные места

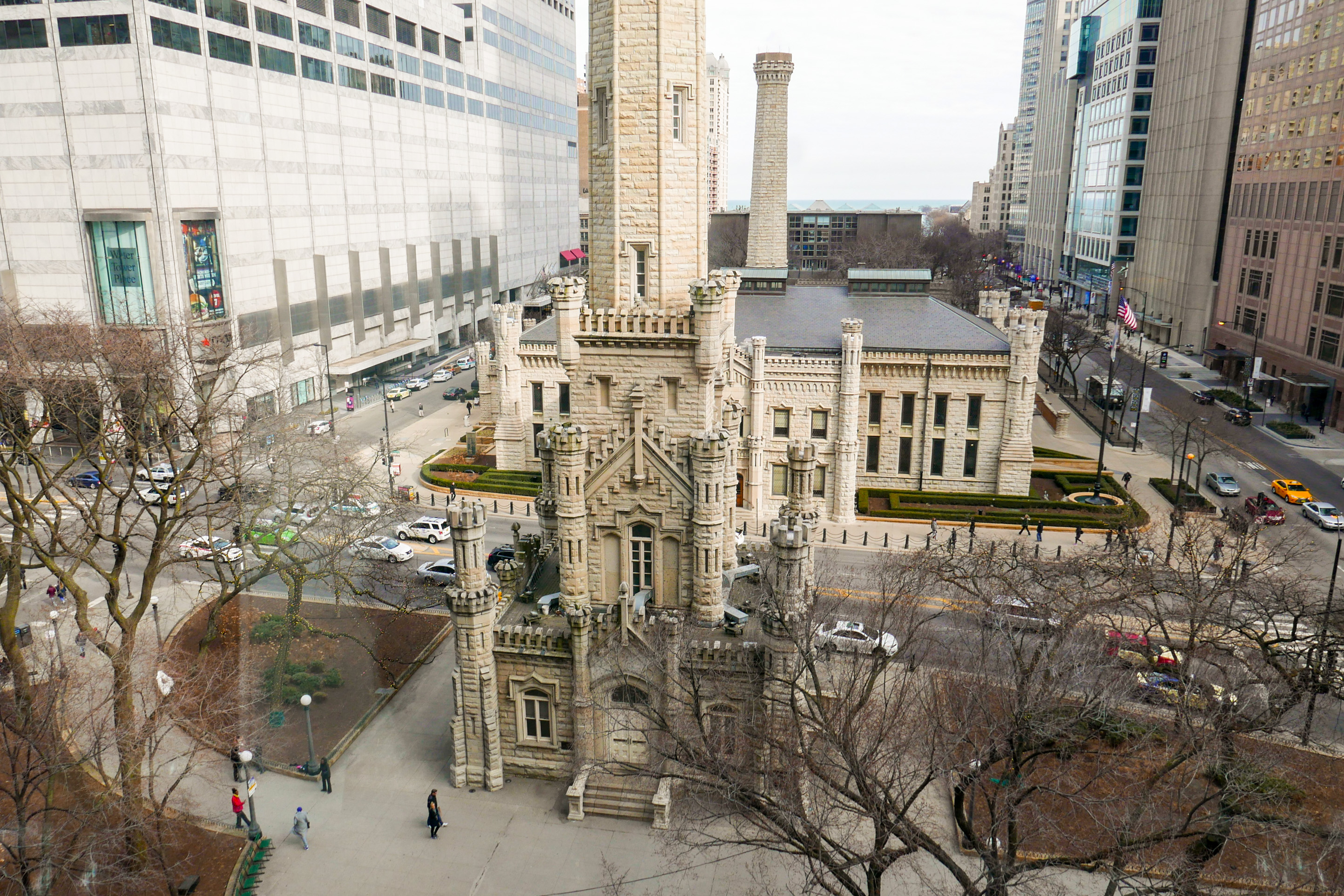
Насосная станция на Чикаго-авеню и Водонапорная башня в Старый Чикагский район Уотер-Тауэр

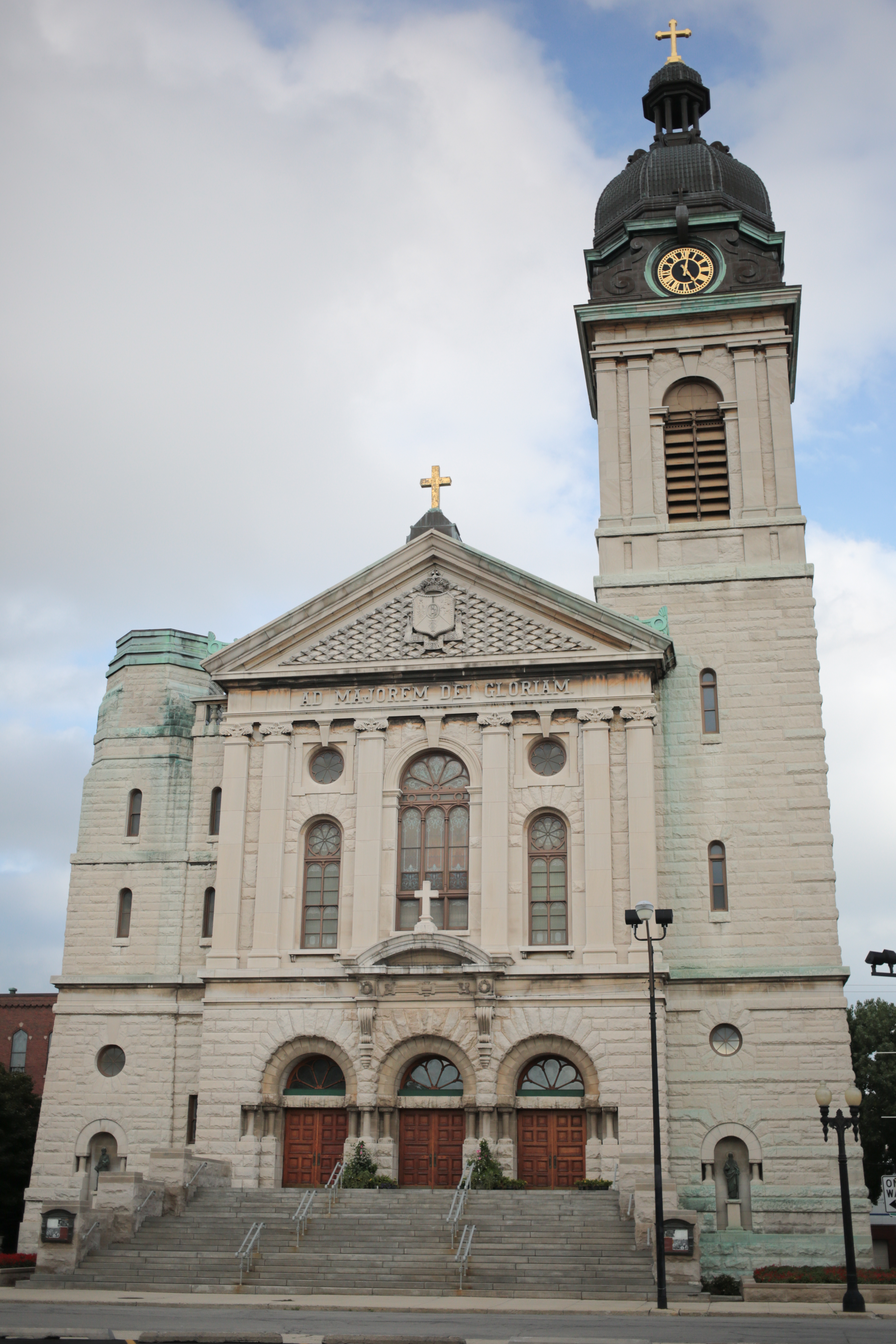
Католическая Церковь Святого Иоанна Кантия (Чикаго), один из Польский стиль храмовой архитектуры США Чикаго

Основная статья: Список достопримечательностей Чикаго
Многочисленные архитекторы построили в Чикаго исторические здания разных стилей. Среди них наиболее выдающиеся были семеро архитекторов, это была так называемая «чикагская семёрка»: Джеймс Фрид, Том Биби, Ларри Бут, Стюарт Коэн, Джеймс Нэгл, Стэнли Тайгерман и Бен Уиз. Дэниел Бёрнем был выбран руководителем проектных работ на Всемирной Колумбийской выставки 1893 года, в просторечии называемой «Белым городом». По утверждениям некоторых историков, он привёл к возрождению неоклассической архитектуры во всём Чикаго и затем во всех Соединённых Штатах. «Белый город» олицетворял не только архитектуру принимающего города, но и всё, что угодно. Хотя Бёрнем действительно разработал «План Чикаго» в 1909 году, возможно, это был первый всеобъемлющий план города в США в неоклассическом стиле, многие из самых прогрессивных небоскрёбов Чикаго появились после закрытия выставки, между 1894 и 1899 годами. Луис Салливан сказал, что ярмарка вернула курс американской архитектуры на два десятилетия назад, но даже его лучшая работа в Чикаго, универмаг Леопольда Шлезингера и Дэвида Майера (позже Карсона, Пири, Скотта), была воплощена в 1899 году — через пять лет после «Белого города» и за десять лет до плана Бёрнема.
Комментарии Салливана следует рассматривать в контексте его сложных отношений с Бёрнемом. История колумбийской выставки в американской научно-популярной книге «Дьявол в Белом городе» писателя Эрика Ларсона правильно указывает на то, что строительные технологии, разработанные во время строительства многих зданий ярмарки, были полностью современными, даже если они были украшены так, как Салливан считал эстетически неприятным.
Чикаго хорошо известен своим богатством паблик-арта, в том числе работами таких деятелей искусства, как Шагал Марк, Пабло Пикассо, Жоан Миро и Магдалена Абаканович, которые можно встретить на открытом воздухе.
Городские скульптуры установлены в честь многих людей и являются предметом обсуждения, отражающие богатую историю Чикаго. В Чикаго также установлено много памятников выдающимся людям, например:
- Тадеуш Костюшко — скульптор Казимеж Ходзинский[англ.]
- Николай Коперник — скульптор Бертель Торвальдсен
- Карел Гавличек-Боровский — скульптор Иосиф Страховский (англ. Joseph Strachovsky)
- Иоанн Павел II — несколько разных памятников (в том числе скульптора Чеслава Дзьвигая)
- Томаш Гарриг Масарик — скульптор Альбин Полашек[англ.]
- Ирвинг «Ирв» Купкинет[англ.] — скульптор Престон Джексон[англ.]
- Авраам Линкольн — скульптор Огастес Сент-Годенс
- Христофор Колумб — скульптор Карл Бриоски
- Генерал Джон Логан — скульптор Огастес Сен-Годенс
- Гарри Кристофер Кэри[англ.] — скульпторы Омри Амрани[англ.] и Лу Селла[англ.]
- Джек Брикхаус[англ.] — скульптор Джерри Маккенна[англ.]
- Памятник на площади Хилда[англ.] с участием Джорджа Вашингтона, Хаима Соломона и Роберта Морриса — скульптор Лорадо Тафт (завершено Леонардом Крунеллом[англ.])
- Мемориал Бунту на Хеймаркет — скульптор Мэри Броггер
- Мемориал Великой северной миграции — скульптор Элисон Саар[англ.]

Также планируется инсталляция на берегу озера Чикаго копии статуи Фредерика Шопена скульптора Вацлава Шимановского в масштабе 1:1. В дополнение к другой скульптуре в память об артисте в Шопен-парке.
В XXI веке Чикаго стал ведущим городским центром ландшафтной архитектуры и архитектуры общественных мест. Основываясь на наследии архитекторов XIX—XX веков, таких как Бёрнем Даниел, Фредерик Олмстед, Йенс Йенсен и Альфред Колдуэлл, современные проекты включают такие объекты, как: Миллениум-парк, Северный остров, сеть маршрутов под названием The 606, набережную Чикаго-Риверуок, Мэгги-Дейли-парк, Джексон-парк.

## Жилая архитектура
Школа прерий Фрэнка Ллойда Райта повлияла как на дизайн зданий, так и на дизайн мебели (см. Дизайн интерьера). В начале XX века популярные жилые районы были застроены домами в стиле чикагских бунгало, многие из которых существуют до сих пор. Двухквартирный жилой дом вместе с более крупными трёх- и шестиквартирными домами составляет 30 % жилищного фонда Чикаго. Двухкомнатная квартира включает в себя две квартиры, каждая из которых занимает полный этаж, обычно с большим эркером и фасадом из серого камня или красного кирпича. Квартиры, как правило, имеют одинаковую планировку: большая гостиная и столовая в передней части, кухня в задней части и спальни, идущие вниз по одной стороне квартиры.
Кампус Иллинойского технологического института Людвига Миса ван дер Роэ в Чикаго оказал влияние на более поздний модерн или интернациональный стиль. Работу Ван дер Роэ иногда называют «Второй чикагской школой».

## Охрана исторических зданий
Многие организации, в частности Preservation Chicago и Landmarks Illinois, занимаются содействием сохранению исторических кварталов и зданий в Чикаго. Чикаго страдает от тех же проблем с падением стоимости собственности и деградацией городской среды, что и другие крупные города. Многие исторические сооружения оказались под угрозой сноса.

## Хронология известных зданий
1836—1900
- 1836 Дом Генри Кларка
- 1869 Чикагская водонапорная башня, Уильям Бойингтон[англ.]
- 1874 Вторая пресвитерианская церковь[англ.], 1936 год, штат Мичиган, Джеймс Ренвик (младший)[англ.] 1900 год, Ховард Ван Дорен Шоу[англ.]Вторая пресвитерианская церковь (1874)

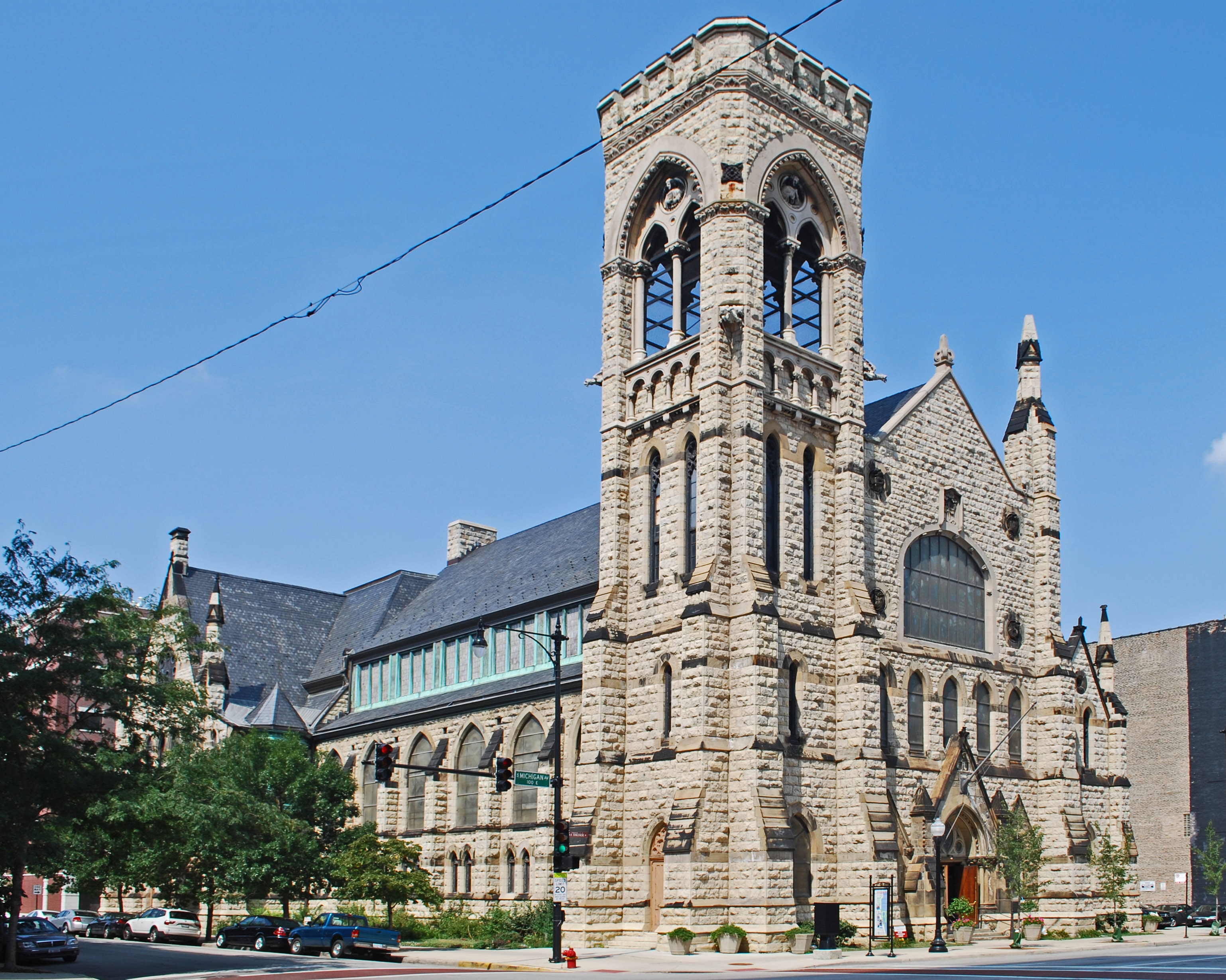
Вторая пресвитерианская церковь (1874)

- 1877 Церковь св. Станислава Костки[англ.], 1327 N. Noble, Патрик Чарльз Кили[англ.]
- 1882—1883 Монток-Билдинг[англ.], Даниел Бёрнем и Джон Веллборн Рут[англ.]. Первое здание, названное «небоскрёбом» (снесён, 1902)
- 1885 Хоум-иншурэнс-билдинг, Чикагская архитектурная школа, Уильям Ле Барон Дженни (снесён, 1931)Хоум-иншурэнс-билдинг (1885)

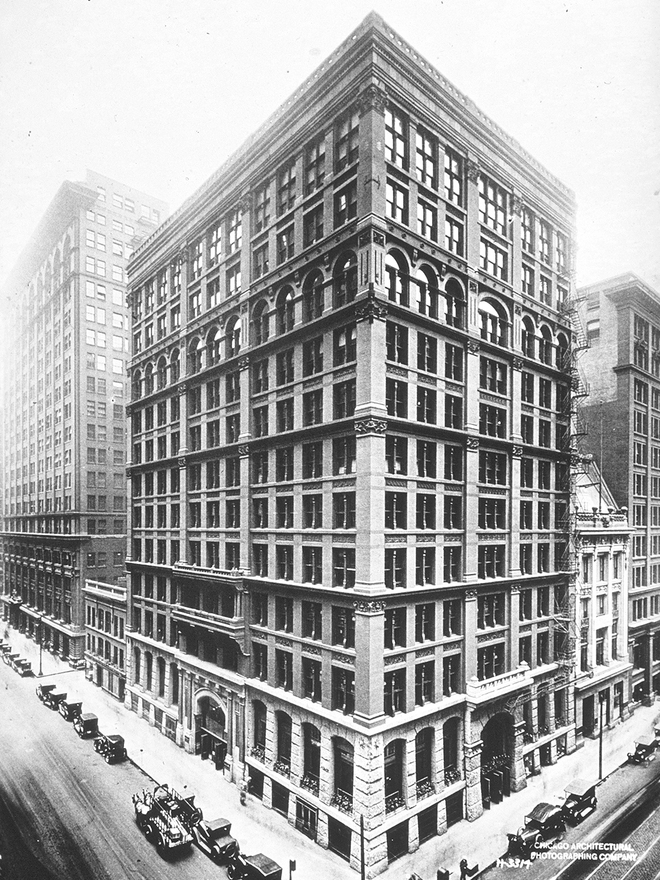
Хоум-иншурэнс-билдинг (1885)

- 1885 Особняк Палмера[англ.], неороманский стиль и нормандская неоготика, Генри Айвз Кобб[англ.] и Чарльз Сейнер Фрост[англ.] (снесён, 1950)
- 1886 Дом Джона Глесснера[англ.], Генри Гобсон Ричардсон
- 1887 Оптовый магазин Маршалла Филда[англ.], Генри Гобсон Ричардсон (снесён, 1930)
- 1888 Рукери-билдинг[англ.], Даниел Бёрнем и Джон Веллборн Рут[англ.], 1905 редизайн лобби Фрэнк Ллойд Райт
- 1889 Монаднок-билдинг, Даниел Бёрнем и Джон Веллборн Рут[англ.]
- 1889 Аудиториум-билдинг[англ.], Луис Генри Салливан и Данкмар Адлер
- 1889 Церковь Св. Марии вечной помощи[англ.], Генри Энгельберт[англ.]
- 1890 и 1894—1895 Релайнс-билдинг[англ.], Чарльз Этвуд[англ.] из Burnham and Root[англ.]
- 1890—1899 Гейдж-Груп-билдинг[англ.], Holabird & Roche[англ.] с Луисом Генри Салливаном
- 1891 Манхэттен-билдинг, Уильям Ле Барон Дженни
- 1892 Масонский темпль[англ.], Даниел Бёрнем и Джон Веллборн Рут[англ.] (снесён, 1939)
- 1892—1893 Всемирная выставка, Даниел Бёрнем, руководитель работ Всемирная выставка (1892—1993)

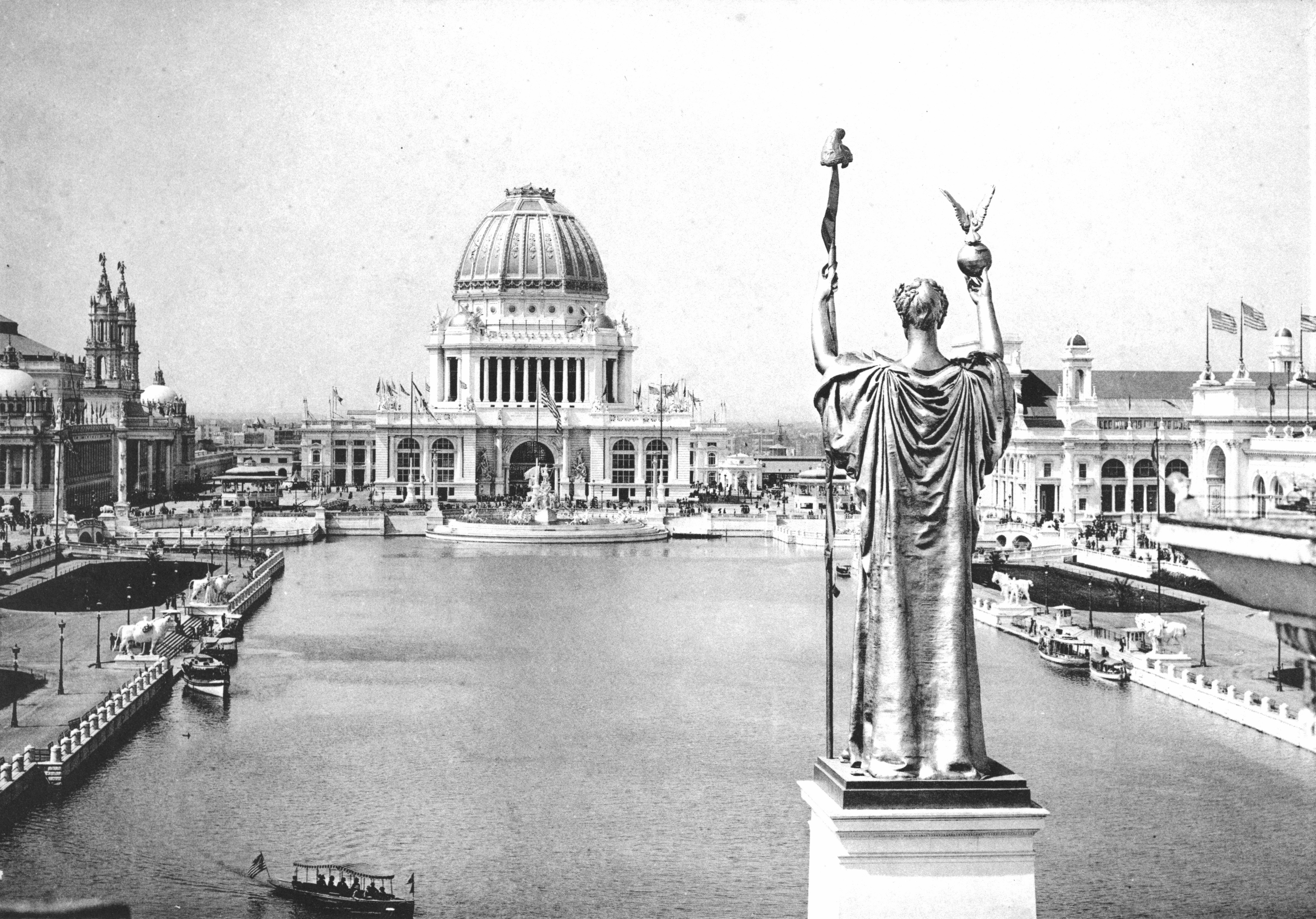
Всемирная выставка (1892—1993)

- 1893 Дворец изящных искусств, позже Музей науки и промышленности, бозар, Чарльз Этвуд[англ.]
- 1893—1898 Церковь св. Иоанна Кантия[англ.], Альфонс Друидинг (англ. Alphonsus Druiding)
- 1894 Tree Studio Building and Annexes[англ.], Judge Lambert & Anne Tree[англ.] через Parfitt Brothers; Приложение 1912 года: Хилл и Вольтерсдорф (англ. Hill and Woltersdorf)
- 1895—1896 Фишер-билдинг, D. H. Burnham & Company[англ.], Чарльз Этвуд[англ.]
- 1897 Церковь св. Павла, 2234 Саут-Хойн-авеню (англ. South Hoyne Ave.), Генри Шлакс[англ.]
- 1897 Чикагская библиотека (ныне Чикагский культурный центр), Шепли, Рутан и Кулидж[англ.]
- 1899 Салливан-Центр[англ.], Луис Генри Салливан; 1905—1906, двенадцать этажей южной пристройки, D. H. Burnham & Company[англ.]

1900—1939
- 1902 Маршалл Филд и здание компании[англ.], здание на северной улице Стейт-стрит, D. H. Burnham & Company[англ.], Чарльз Этвуд[англ.]
- 1903 Свято-Троицкий собор
- 1905—1906 Римско-католическая церковь Святой Троицы[англ.], Герман Ольшевский (англ. Herman Olszewski) и Уильям Криг (англ. William G. Krieg)
- 1905 Чикагское федеральное здание[англ.], Генри Айвз Кобб[англ.]
- 1906 Sears Merchandise Building Tower, George G. Nimmons — William K. Fellows
- 1907 Marshall Field and Company Building, здание на Саут-Стейт-стрит (англ. South State Street), D. H. Burnham & Company[англ.], Чарльз Этвуд[англ.]
- 1909 Дом Роби, Школа прерий, Фрэнк Ллойд Райт Robie House (1909)

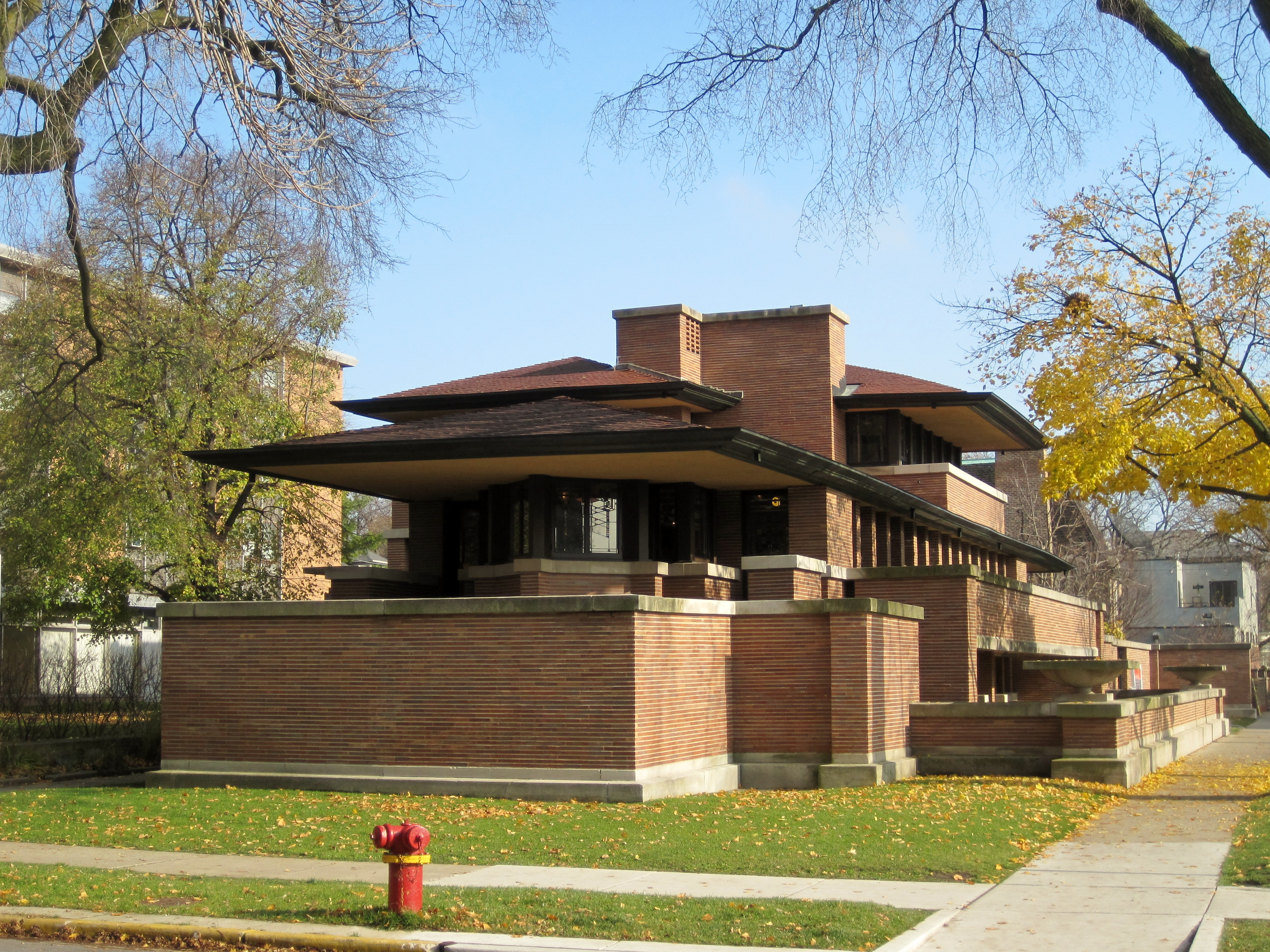
Robie House (1909)

- 1912—1914 Церковь Святого Адальберта[англ.] 1650 W. 17th street, Генри Шлакс[англ.]
- 1912 Храм Медины[англ.] Норт-Вабаш-авеню (англ. North Wabash Avenue)
- 1912 Филдхаус[англ.] Пуласки-парк[англ.], Йенс Йенсен[англ.]
- 1914 Военно-морской пирс[англ.]
- 1914—1920 Церковь Святой Марии Ангельской[англ.] на 1850 Норт-Эрмитаж-авеню, Worthmann & Steinbach[англ.]
- 1915 Церковь Святого Креста[англ.], Джозеф Молитор[англ.]
- 1916 Аудиториум военно-морского флота[англ.], Чарльз Самнер Фрост[англ.]
- 1917—1920 Мост Дюсейбл, Эдвард Герберт Беннетт[англ.]
- 1917—1921 Basilica of St. Hyacinth 3636 Вест-Вольфрам-авеню (англ. West Wolfram Avenue), Worthmann & Steinbach[англ.]
- 1919—1924 Ригли-билдинг, Graham, Anderson, Probst & White[англ.]
- 1921 Чикагский театр[англ.], Beaux-Arts, Корнелиус и Джордж Рэпп[англ.]
- 1921 Главное почтовое отделение[англ.] Олд-Чикаго[англ.], Graham, Anderson, Probst & White[англ.]
- 1922 Трибьюн-тауэр, неоготика, Джон Мид Хауэллс и Raymond M. Hood Трибьюн-тауэр (1922)

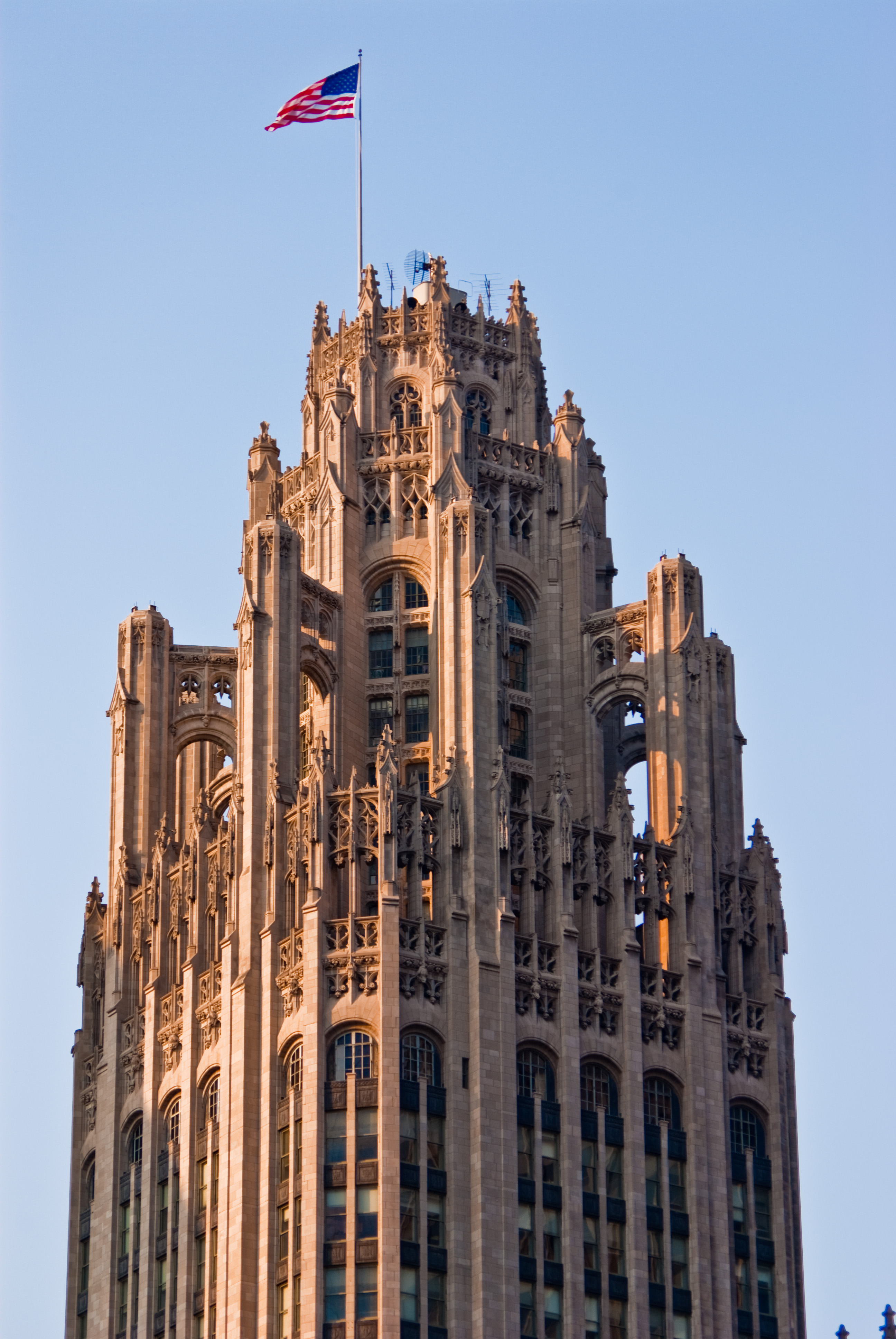
Трибьюн-тауэр (1922)

- 1924 Солджер Филд, Holabird & Roche[англ.]; капитальный ремонт в 2003 году, Бен Вуд[англ.] и Карлос Сапата[англ.]
- 1925 Аптаун-театр[англ.], Корнелиус и Джордж Рэпп[англ.]
- 1927 Питтсфилд-билдинг[англ.], Graham, Anderson, Probst & White[англ.]
- 1929 Carbide & Carbon Building[англ.], Дэниел и Хьюберт Бёрнемы (англ. Daniel & Hubert Burnham), сыновья Даниел Бёрнем
- 1929 Палмолив-билдинг в стиле ар-деко, Holabird & Roche[англ.]
- 1929 Аквариум Шедда, Graham, Anderson, Probst & White[англ.]
- 1930 Здание Чикагской торговой палаты, Holabird & Roche[англ.]
- 1930 Пресвитерианская церковь Завет Благодати[англ.], Джон Стейнбах[англ.] (англ. John G. Steinbach)
- 1930 Gateway Theatre[англ.] Мейсон Рэпп из Rapp & Rapp; капитальный ремонт с 1979 по 1984 годы, «Solidarity Tower» дополнение в 1985 году
- 1930 Планетарий Адлера, Эрнест Грюнсфельд-младший (англ. Ernest A. Grunsfeld, Jr.)
- 1931 Мёрчендайз-Март[англ.], Graham, Anderson, Probst & White[англ.]
- 1930-е—1960-е Иллинойсский технологический институт, включая: S. R. Crown Hall[англ.], Вторая чикагская архитектурная школа, Людвиг Миса ван дер Роэ и Skidmore, Owings & Merrill
- 1934 Филд-билдинг[англ.], Graham, Anderson, Probst & White[англ.]

1940—н. в.
- 1940—1942 Церковь св. Вацлава[англ.], 3400 Норт-Монтичелло-авеню (англ. N. Monticello Ave.), McCarthy, Smith and Eppig[англ.]

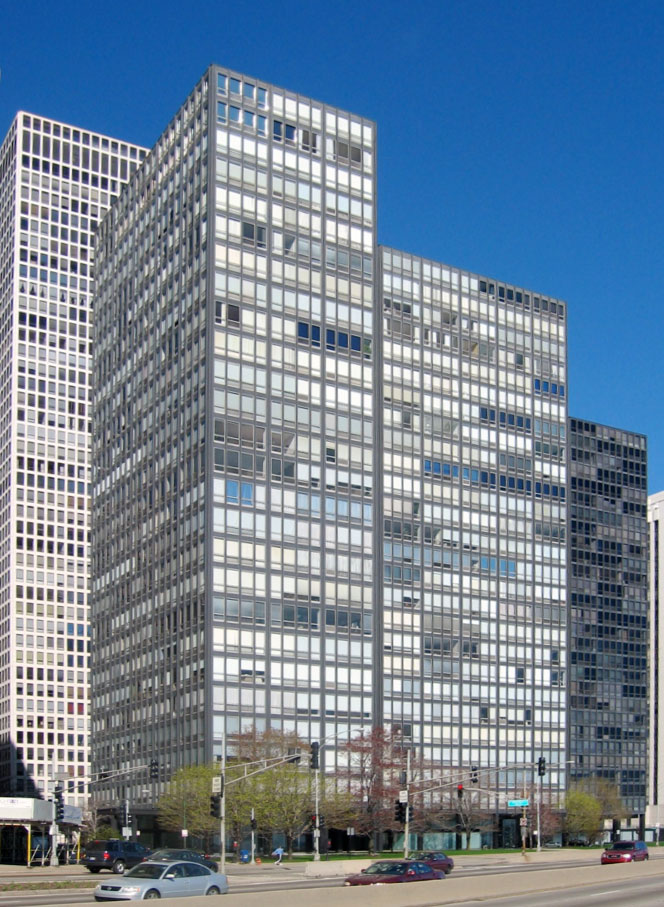
860—880 Лейк-Шор-Драйв

- 860—880 Лейк-Шор-Драйв[англ.] 1952 860—880 Лейк-Шор-Драйв[англ.], Людвиг Мис ван дер Роэ
- 1957 Инленд-Стил-билдинг[англ.], Брюс Грэм и Уолтер Нетч[англ.], Skidmore, Owings & Merrill
- 1964 Марина-Сити, Бертранд Голдберг Марина-Сити (1964)
- 1968 Лейк-Пойнт-тауэр[англ.], Джек Генрих[англ.] и Джордж Шиппорит (англ. George Schipporeit)

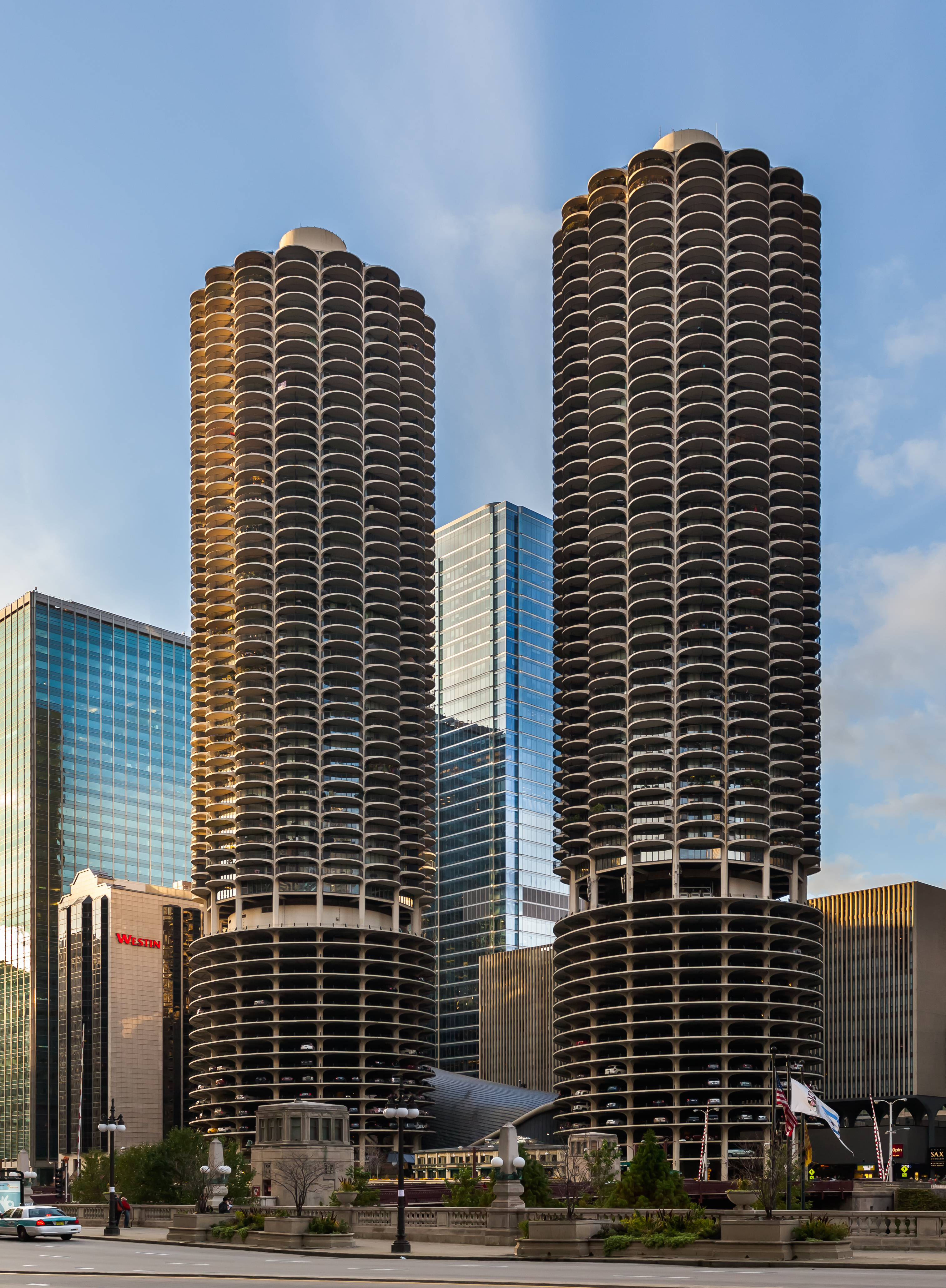
Марина-Сити (1964)

- 1968 Семнадцатая сайентистская церковь Христа, Гарри Мор Виз[англ.]
- 1969 John Hancock Center, Брюс Грэм, Skidmore, Owings & Merrill
- 1973 330 Норт-Уобаш, Людвиг Миса ван дер Роэ
- 1974 Уиллис-тауэр, Брюс Грэм, Skidmore, Owings & Merrill (ранее Сирс-тауэр, англ. Sears Tower)
- 1974 Аон-центр, Эдвард Дурелл Стоун (ранее англ. Standard Oil Building and Amoco Building)
- 1977 Церковь Святого Иосифа Обручника
- 1979—1985 Центр Джеймса Томпсона[англ.], Хельмут Ян
- 1989 Башня NBC[англ.], Skidmore, Owings & Merrill
- 1990 Здание Американской медицинской ассоциации (англ. American Medical Association Building), Кэндзо Тангэ
- 1990 Спортивный клуб Иллинойс-Центр (англ. Athletic Club Illinois Center), Кисё Курокава
- 1991 Библиотека Гарольда Вашингтона[англ.], Томас Биби[англ.]
- 1991 Guaranteed Rate Field, Дом Уайт Сокс (англ. Home of the White Sox)
- 1991 Музей современного искусства, Йозеф Пауль Клейхуэс[англ.]
- 1992 77 Вест-Вакер-Драйв[англ.], Рикардо Бофилл
- 2004 Миллениум-парк, Фрэнк Гери, Кэтрин Густафсон[англ.], Аниш Капур, Жауме Пленса[англ.] и другие модернисты XXI века.
- 2009 155 Норт-Вакер[англ.], Goettsch Partners
- 2009 Международная гостиница и башня Трампа, Skidmore, Owings & Merrill
- 2010 Аква, Studio Gang Architects
- 2019 NEMA[англ.], Rafael Viñoly Architects
- 2019 One Bennett Park, RAMSA[англ.]
- 2020 110 North Wacker, Goettsch Partners
- 2021 Сент-Режис-Чикаго[англ.] (ранее англ. Wanda Vista Tower), Studio Gang Architects Сент-Режис-Чикаго[англ.], 2021

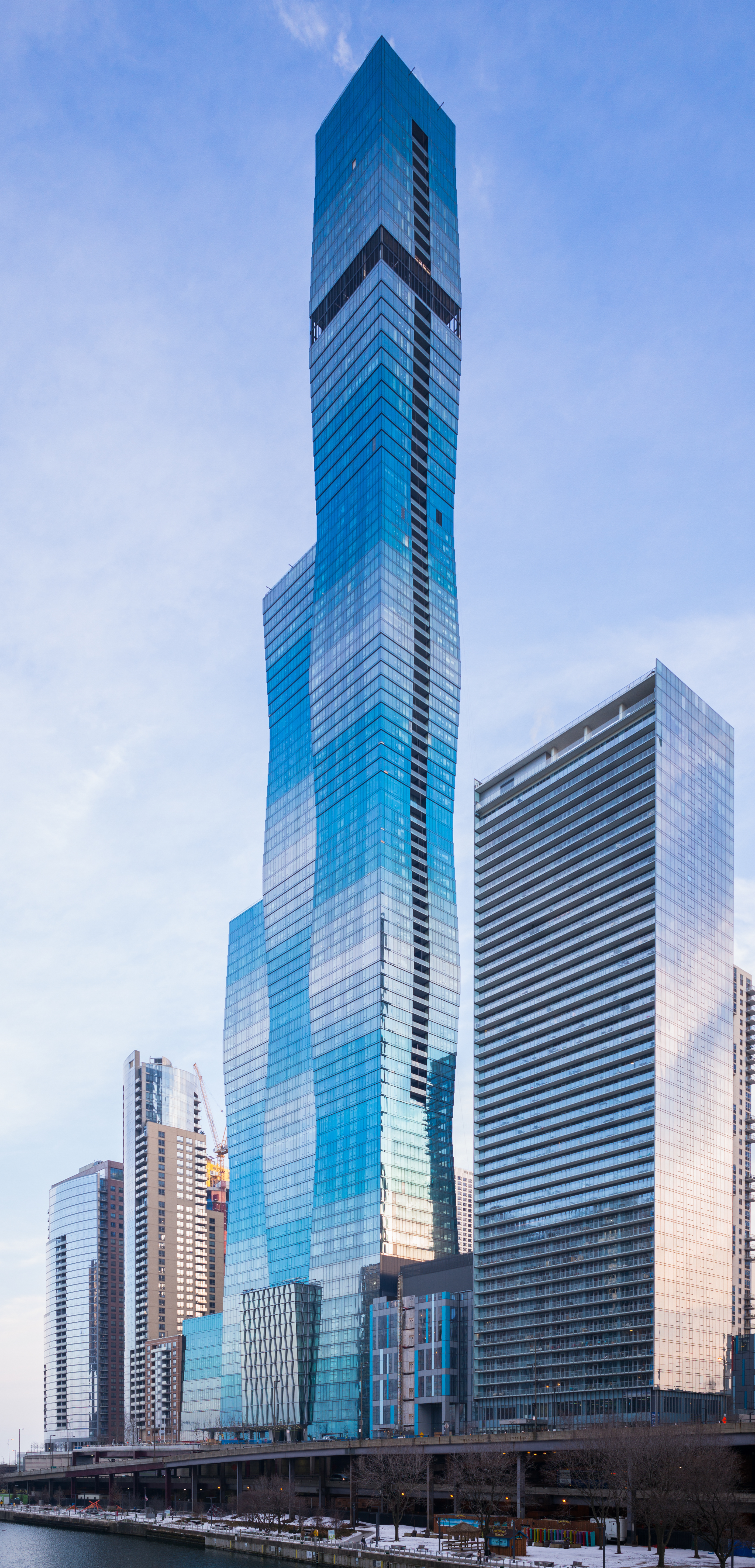
Сент-Режис-Чикаго, 2021

## Стили и школы
Чикагские архитекторы использовали множество дизайнерских стилей и принадлежали к разным архитектурным школам. Ниже приведён список этих стилей и школ.
- Кубический стиль[англ.] (англ. American Four square)[14]
- Ар-деко/Стримлайн[англ.] (англ. Art Deco/Moderne)[14]
- Модерн (англ. Art Nouveau)[14]
- Искусства и ремёсла[14]
- Шатоэск[14]
- Чикагская архитектурная школа[14] (также называемый Commercial Style)
- City Beautiful
- Классическое возрождение (англ. Classical Revival)[14] (также известный как неоклассицизм)
- Колониальное возрождение[англ.][14]
- Craftsman[15] (также известный как Американское ремесленничество[англ.])
- Голландское колониальное возрождение[англ.][14]
- Eastlake/Stick[англ.][14]
- Эдвардианская архитектура[14]
- Неоготика[14]
- Неогреческий стиль[14]
- Интернациональный стиль[14] (иногда называемый Вторая чикагская архитектурная школа)
- Итальянский стиль[англ.][14]
- Middle Eastern[14]
- Модернизм
- Oriental[14]
- Постмодернизм[16]
- Школа прерий[14]
- Стиль королевы Анны[англ.][14]
- Неороманский стиль[14] также известный как Неоренессанс
- Second Empire[14]
- Spanish Revival[14] также известный как Spanish Colonial Revival
- Sullivanesque[14] (элементы стиля и примеры см. Луис Салливан)
- Неотюдор[14]
- Workers Cottage[14]